# 倉知淳
倉知 淳（くらち じゅん、1962年4月25日 -）は、日本の推理小説家。

## 経歴
静岡県出身。日本大学芸術学部演劇学科卒業。
1993年、『競作 五十円玉二十枚の謎』一般公募部門に応募した「解答編」（佐々木淳名義）が若竹賞を受賞。翌1994年、『日曜の夜は出たくない』で倉知淳として小説家デビュー。
1997年、『星降り山荘の殺人』で第50回日本推理作家協会賞（長編部門）候補。
2001年、『壷中の天国』で第1回本格ミステリ大賞（小説部門）受賞。
2002年、「桜の森の七分咲きの下」で第55回日本推理作家協会賞（短編部門）候補。

## ミステリ・ランキング
- 週刊文春ミステリーベスト10
  - 1996年 - 『星降り山荘の殺人』7位
  - 2015年 - 『片桐大三郎とXYZの悲劇』6位

- このミステリーがすごい!
  - 1995年 - 『日曜の夜は出たくない』19位
  - 1997年 - 『星降り山荘の殺人』12位
  - 2011年 - 『こめぐら』17位
  - 2016年 - 『片桐大三郎とXYZの悲劇』7位
  - 2019年 - 『ドッペルゲンガーの銃』27位、『皇帝と拳銃と』30位
  - 2022年 - 『月下美人を待つ庭で 猫丸先輩の妄言』34位

- 本格ミステリ・ベスト10
  - 1997年 - 『星降り山荘の殺人』3位
  - 2000年 - 『幻獣遁走曲 猫丸先輩のアルバイト探偵ノート』13位
  - 2001年 - 『壷中の天国』3位
  - 2003年 - 『猫丸先輩の推測』22位
  - 2011年 - 『こめぐら』10位、『なぎなた』11位
  - 2014年 - 『シュークリーム・パニック』26位
  - 2016年 - 『片桐大三郎とXYZの悲劇』2位
  - 2019年 - 『ドッペルゲンガーの銃』9位、『皇帝と拳銃と』14位
  - 2025年 - 『死体で遊ぶな大人たち』13位

- ミステリが読みたい!
  - 2016年 - 『片桐大三郎とXYZの悲劇』12位

## 作品リスト

### 猫丸先輩シリーズ
- 日曜の夜は出たくない（1994年1月25日 創元クライム・クラブ ISBN 978-4-488-01264-9 / 1998年1月30日 創元推理文庫 ISBN 978-4-488-42101-4 / 2019年1月21日 創元推理文庫【新版】 ISBN 978-4-488-42121-2）
  - 収録作品：空中散歩者の最期 / 約束 / 海に棲む河童 / 一六三人の目撃者 / 寄生虫館の殺人 / 生首幽霊 / 日曜の夜は出たくない / 誰にも解析できないであろうメッセージ / 蛇足‐あるいは真夜中の電話
- 過ぎ行く風はみどり色（1995年6月30日 創元クライム・クラブ ISBN 978-4-488-01273-1 / 2003年7月18日 創元推理文庫 ISBN 978-4-488-42103-8 / 2019年3月22日 創元推理文庫【新版】 ISBN 978-4-488-42122-9）
- 幻獣遁走曲 猫丸先輩のアルバイト探偵ノート（1999年10月20日 創元クライム・クラブ ISBN 978-4-488-01282-3 / 2004年4月9日 創元推理文庫 ISBN 978-4-488-42104-5 / 2019年5月31日 創元推理文庫【新版】 ISBN 978-4-488-42123-6）
  - 収録作品：猫の日の事件 / 寝ていてください / 幻獣遁走曲 / たたかえ、よりきり仮面 / トレジャーハント・トラップ・トリップ
- 猫丸先輩の推測（2002年9月5日 講談社ノベルス ISBN 978-4-06-182272-6 / 2005年9月15日 講談社文庫 ISBN 978-4-06-275183-4）
  - 【改題】夜届く 猫丸先輩の推測（2018年1月26日 創元推理文庫 ISBN 978-4-488-42110-6）
    - 収録作品：夜届く / 桜の森の七分咲きの下 / 失踪当時の肉球は / たわしと真夏とスパイ / カラスの動物園 / クリスマスの猫丸
- 猫丸先輩の空論（2005年9月5日 講談社ノベルス ISBN 978-4-06-182446-1 / 2008年9月12日 講談社文庫 ISBN 978-4-06-276147-5）
  - 【改題】とむらい自動車 猫丸先輩の空論（2019年7月19日 創元推理文庫 ISBN 978-4-488-42125-0）
    - 収録作品：水のそとの何か / とむらい自動車 / 子ねこを救え / な、なつのこ / 魚か肉か食い物 / 夜の猫丸
- 月下美人を待つ庭で 猫丸先輩の妄言（2020年12月25日 東京創元社 ISBN 978-4-488-02832-9 / 2023年3月17日 創元推理文庫 ISBN 978-4-488-42126-7）
  - 収録作品：ねこちゃんパズル（『ミステリーズ！』Vol.97 OCTOBER 2019） / 恐怖の一枚（『ミステリーズ！』Vol.98 DECEMBER 2019） / ついているきみへ（『ミステリーズ！』Vol.101 JUNE 2020） / 海の勇者（『ミステリーズ！』Vol.99 FEBRUARY 2020） / 月下美人を待つ庭で（『ミステリーズ！』Vol.100 APRIL 2020）

### 乙姫警部シリーズ
- 皇帝と拳銃と（2017年11月30日 東京創元社 ISBN 978-4-488-02778-0 / 2019年11月15日 創元推理文庫 ISBN 978-4-488-42124-3）
  - 収録作品：運命の銀輪（『ミステリーズ！』Vol.33 FEBRUARY 2009） / 皇帝と拳銃と（『ミステリーズ！』Vol.64 APRIL 2014） / 恋人たちの汀（『ミステリーズ！』Vol.75 FEBRUARY 2016） / 吊られた男と語らぬ女（『ミステリーズ！』Vol.84 AUGUST 2017）
- 世界の望む静謐（2022年10月7日 東京創元社 ISBN 978-4-488-02877-0 / 2025年1月30日 創元推理文庫 ISBN 978-4-488-42127-4）
  - 収録作品：愚者の選択（『ミステリーズ！』vol.105 FEBRUARY 2021） / 一等星かく輝けり（『紙魚の手帖』vol.02 DECEMBER 2021） / 正義のための闘争（『紙魚の手帖』vol.03 FEBRUARY 2022） / 世界の望む静謐（『紙魚の手帖』vol.05 JUNE 2022）

### その他
- 占い師はお昼寝中（1996年6月25日 創元クライム・クラブ ISBN 978-4-488-01277-9 / 2000年7月21日 創元推理文庫 ISBN 978-4-488-42102-1）
  - 収録作品：三度狐 / 水溶霊 / 写りたがりの幽霊 / ゆきだるまロンド / 占い師は外出中 / 壁抜け大入道
- 星降り山荘の殺人（1996年9月5日 講談社ノベルス ISBN 978-4-06-181929-0 / 1999年8月15日 講談社文庫 ISBN 978-4-06-264615-4 / 2017年7月14日 講談社文庫【新装版】 ISBN 978-4-06-293701-6）
- 壷中の天国（2000年9月30日 角川書店 ISBN 978-4-04-873248-2 / 2003年5月25日 角川文庫 ISBN 978-4-04-370901-4 / 2011年12月22日 創元推理文庫 上巻 ISBN 978-4-488-42105-2 下巻 ISBN 978-4-488-42106-9）
- まほろ市の殺人 春――無節操な死人（2001年 祥伝社文庫 ISBN 978-4-396-33046-0）
- ほうかご探偵隊（2004年11月22日 講談社ミステリーランド ISBN 978-4-06-270574-5 / 2017年6月21日 創元推理文庫 ISBN 978-4-488-42109-0）
- なぎなた 倉知淳作品集（2010年9月30日 東京創元社 ISBN 978-4-488-02459-8）
  - 【改題】なぎなた（2014年1月30日 創元推理文庫 ISBN 978-4-488-42107-6）
    - 収録作品：運命の銀輪（『ミステリーズ！』Vol.33 FEBRUARY 2009） / 見られていたもの（『週刊小説』1997年12月） / 眠り猫、眠れ（『小説NON』1997年7月） / ナイフの三（『小説NON』1996年3月） / 猫と死の街（『月刊J-novel』2007年4月号） / 闇ニ笑フ（『週刊小説』2001年5月） / 幻の銃弾（『ジャーロ』2008 SUMMER）
- こめぐら 倉知淳作品集（2010年9月30日 東京創元社 ISBN 978-4-488-02460-4）
  - 【改題】こめぐら（2014年1月30日 創元推理文庫 ISBN 978-4-488-42108-3）
    - 収録作品：Aカップの男たち（『メフィスト』2009年1月号） / 真犯人を探せ（仮題）（『野性時代』1995年8月号） / さむらい探偵血風録（『メフィスト』1995年11月号） / 偏在（『ミステリーズ！』Vol.39 FEBRUARY 2010） / どうぶつの森殺人（獣？）事件（『ミステリーズ！』Vol.19 OCTOBER 2006） / 毒と饗宴の殺人（『小説新潮』1997年4月号）
- シュークリーム・パニック ‐生チョコレート‐（2013年10月8日 講談社ノベルス ISBN 978-4-06-182896-4）
  - 収録作品：現金強奪作戦！（但し現地集合）（『メフィスト 2012 VOL.1』 2012年4月） / 強運の男（『メフィスト 2012 VOL.3』 2012年12月） / 夏の終わりと僕らの影と（『メフィスト 2013 VOL.2』 2013年8月）
- シュークリーム・パニック ‐Wクリーム‐（2013年11月7日 講談社ノベルス ISBN 978-4-06-299000-4）
  - 収録作品：限定販売特製濃厚プレミアムシュークリーム事件（『メフィスト 2012 VOL.2』 2012年8月） / 通い猫ぐるぐる（『メフィスト 2011 VOL.3』 2011年12月） / 名探偵南郷九条の失策 怪盗ジャスティスからの予告状（『メフィスト 2013 VOL.1』 2013年4月）
- シュークリーム・パニック（2017年9月13日 講談社文庫 ISBN 978-4-06-293758-0） ※文庫化に際し、上記講談社ノベルス版2冊を合冊
- 片桐大三郎とXYZの悲劇（2015年9月24日 文藝春秋 ISBN 978-4-16-390335-4 / 2018年8月3日 文春文庫 ISBN 978-4-16-791122-5）
  - 収録作品：冬の章 ぎゅうぎゅう詰めの殺意（『別冊文藝春秋』2015年6月号 7月号） / 春の章 極めて陽気で呑気な凶器（書き下ろし） / 夏の章 途切れ途切れの誘拐（『オール讀物』2015年9月号 10月号） / 秋の章 片桐大三郎最後の季節（書き下ろし）
- 豆腐の角に頭ぶつけて死んでしまえ事件（2018年3月28日 実業之日本社 ISBN 978-4-408-53723-8 / 2021年2月5日 実業之日本社文庫 ISBN 978-4-408-55642-0）
  - 収録作品：変奏曲・ABCの殺人（『月刊ジェイ・ノベル』2011年3月号） / 社内偏愛（『月刊ジェイ・ノベル』2013年6月号） / 薬味と甘味の殺人現場（『月刊ジェイ・ノベル』2014年5月号） / 夜を見る猫（『月刊ジェイ・ノベル』2015年11月号） / 豆腐の角に頭ぶつけて死んでしまえ事件（『月刊ジェイ・ノベル』2016年11月号） / 猫丸先輩の出張
- ドッペルゲンガーの銃（2018年9月15日 文藝春秋 ISBN 978-4-16-390896-0 / 2021年10月6日 文春文庫 ISBN 978-4-16-791768-5）
  - 収録作品：文豪の蔵 / ドッペルゲンガーの銃 / 翼の生えた殺意
- 作家の人たち（2019年4月11日 幻冬舎 ISBN 978-4-344-03449-5 / 2021年6月10日 幻冬舎文庫 ISBN 978-4-344-43090-7）
  - 収録作品：押し売り作家 / 夢の印税生活 / 持ち込み歓迎 / 悪魔のささやき / らのべっ！ / 文学賞選考会 / 遺作
- 大雑把かつあやふやな怪盗の予告状 警察庁特殊例外事案専従捜査課事件ファイル（2023年2月15日 ポプラ社 ISBN 978-4-591-17695-5）
  - 収録作品：file0 / file1 古典的にして中途半端な密室 / file2 大雑把かつあやふやな怪盗の予告状 / file3 手間暇かかった判りやすい見立て殺人 / fileE
- 恋する殺人者（2023年6月7日 幻冬舎 ISBN 978-4-34-404117-2 / 2025年7月10日 幻冬舎文庫 ISBN 978-4-344-43484-4）
- 死体で遊ぶな大人たち (2024年9月5日 実業之日本社 ISBN 978-4-40-853865-5)
収録作品：本格・オブ・ザ・リビングデッド / 三人の戸惑う犯人候補者たち / それを情死と呼ぶべきか / 死体で遊ぶな大人たち
- 猫の耳に甘い唄を (2024年12月12日 祥伝社 ISBN 978-4-39-663672-2)

### 収録アンソロジー
- 競作 五十円玉二十枚の謎（1993年1月20日 東京創元社、ISBN 978-4-488-02404-8 / 2000年11月17日 創元推理文庫 ISBN 978-4-488-40052-1） - 佐々木淳名義で応募。若竹賞を受賞
- 不在証明崩壊（1996年4月25日 カドカワノベルズ ISBN 978-4-04-785006-4 / 2000年5月24日 角川文庫 ISBN 978-4-04-191303-1）「「真犯人を探せ（仮題）」」
- 不条理な殺人（1998年7月10日 祥伝社 ノン・ポシェット ISBN 978-4-396-32641-8）「眠り猫、眠れ」
- 大密室（1999年6月30日 新潮社 ISBN 978-4-10-430801-9 / 2002年2月1日 新潮文庫 ISBN 978-4-10-120431-4） 「揃いすぎ」
- 本格ミステリ02 二〇〇二年本格短篇ベスト・セレクション（2002年5月08日 講談社ノベルズ ISBN 978-4-06-182251-1）「闇ニ笑フ」
  - 【分冊・改題】 死神と雷鳴の暗号 本格短編ベスト・セレクション（2006年1月13日 講談社文庫 ISBN 978-4-06-275301-2）
- ザ・ベストミステリーズ2002 推理小説年鑑（2002年7月10日 講談社 ISBN 978-4-06-114903-8）「桜の森の七分咲きの下」
  - 【分冊・改題】零時の犯罪予報 ミステリー傑作選（46）（2005年4月15日 講談社文庫 ISBN 978-4-06-275053-0）
- 名探偵を追いかけろ（2004年10月 光文社 カッパ・ノベルス ISBN 978-4-334-07587-3 / 2007年5月 光文社文庫 ISBN 978-4-334-74250-8）「カラスの動物園」
- ねこ！ネコ！猫！ NEKOミステリー傑作選（2008年10月 徳間文庫 ISBN 978-4-19-892873-5）「猫と死の街」
- まほろ市の殺人（2009年3月10日 祥伝社 ノン・ノベル ISBN 978-4-396-20864-6 / 2013年2月6日 祥伝社文庫 ISBN 978-4-396-33814-5）「春 無節操な死人」
- ミステリ愛。免許皆伝！ メフィスト道場（2010年3月06日 講談社ノベルス ISBN 978-4-06-182708-0）「Aカップの男たち」
- 暗闇を見よ（2010年11月 光文社 カッパ・ノベルス ISBN 978-4-334-07703-7 / 2015年4月9日 光文社文庫 ISBN 978-4-334-76898-0）「猫と死の街」
- 私がデビューしたころ ミステリ作家51人の始まり（2014年6月27日 東京創元社 ISBN 978-4-488-02732-2）「新人賞を獲らずにデビューしてもまあどうにかなるものだというお話」 - エッセイアンソロジー

### 単著未収録作品
- 風漂霊（『ジャーロ』No.94 2024 MAY）
- 火炎竜（『ジャーロ』No.97 2024 NOVEMBER）
- 転宅の卦（『ジャーロ』No.98 2025 JANUARY）
- 欲のない幽霊（『ジャーロ』No.99 2025 MARCH）
- 彼女がお化けを怖がらない理由（『ジャーロ』No.101 2025 JULY）